# Głąbowo
Głąbowo (niem. Glombowen) – osada w Polsce położona w województwie warmińsko-mazurskim, w powiecie giżyckim, w gminie Ryn, sołectwo Knis.
W latach 1975–1998 miejscowość należała administracyjnie do województwa suwalskiego.

## Historia
Pierwotna nazwa wsi pochodziła od imienia pruskiego Glembowe.
Wieś lokowana była 9 marca 1416 przez wielkiego mistrza Michała Küchmeistera. Wieś musiała być zasiedlana Prusami, ponieważ w akcie utworzenia wsi wydzielone było jedno gospodarstwo dla wolnego Prusa Jacoba. Jacob był zasłużonym dla Krzyżaków przewodnikiem i jako wynagrodzenie otrzymał tu 8 włók ziemi. W roku 1539 w Głąbowie były cztery gospodarstwa wolnych chłopów.
Później powstał tu majątek ziemski. W XVII i XVIII wieku majątek był w posiadaniu następujących rodzin: Borowskich (przedstawiciele polskiej szlachty, hrabiów Dǒnhoff i von Packmohr. W latach dwudziestych XX wieku majątek należał do Feyersängerów.
Podczas akcji germanizacyjnej nazw miejscowych i fizjograficznych historyczna nazwa niemiecka Glombowen została w 1938 r. zastąpiona przez administrację nazistowską sztuczną formą Leithof.
We wsi bezstylowy, parterowy dwór z poł. XIX w. oraz zabudowania folwarczne.